# 阔鞘岩风
阔鞘岩风（学名：Libanotis acaulis）为伞形科岩风属的植物，其种加词“acaulis”意为“无茎的”。中国特有植物。分布于中国大陆的新疆等地，生长于海拔2,300米至2,600米的地区，多生在干旱冲积平原和针茅草原，目前尚未由人工引种栽培。
现接受名为阔鞘岩风（Seseli acaule (R.H.Shan & M.L.Sheh) V.M.Vinogr., 1989)。